# Леонова, Елизавета Филипповна
Елизавета Филипповна Леонова (эст. Jelizaveta Leonova; род. 5 августа 1998, Санкт-Петербург, Россия) — эстонская фигуристка, выступавшая в одиночном катании. Серебряный призёр чемпионата Эстонии (2016).

## Биография
Родилась в 1998 году в Санкт-Петербурге. Её дед — гражданин Эстонии, у самой Елизаветы также есть эстонский паспорт. Начала заниматься фигурным катанием в 2004 году. Занималась в СДЮШОР Санкт-Петербурга под руководством Кирилла Давыденко, Натальи Голубевой, Алексея Урманова и Аллы Пятовой.
До 2014 года выступала в России. Участвовала в городских и всероссийских детско-юношеских соревнованиях. Также посещала юниорские турниры за границей: в 2012 году привезла серебро со Stockholm Trophy и заняла шестое место в рамках Tallinn Trophy, в 2013 году финишировала восьмой на Volvo Open Cup.
Начиная с сезона 2014/15 представляла сборную Эстонии. Для этого она переехала в Таллин, где её наставником стала Анна Леванди, серебряный призёр чемпионата мира (1984). Леонова снимала в Таллине квартиру и училась в Еврейской гимназии. На первом для себя чемпионате Эстонии заняла шестое место.
В 2015 году выступила на юниорском Гран-при в Польше, где заняла двадцать пятое место среди тридцати трёх участниц. Затем стала семнадцатой на Кубке Ниццы. В интервью перед турниром Леванди отметила, что «потенциал у Лизы есть — она владеет тройными прыжками, но стабильности ей пока не хватает».
Леонова завоевала серебряную медаль эстонского чемпионата сезона 2015/16. По сумме двух программ получила от судей 130,06 баллов. Она уступила лишь другой подопечной Анны Леванди — Хелери Хялвин, которая тем самым стала двукратной чемпионкой Эстонии. Итоговая оценка Хялвин составила 137,94.
Личный рекорд по судейской системе ISU, по которой учитывается результат с международных соревнований, установила на Tallinn Trophy 2016 года. Тот турнир входил в серию челленджер. Леонова обновила личные достижения во всех сегментах: в короткой и произвольной программах, а также по сумме — 96,53.
После завершения соревновательной карьеры — тренер. Работала в школе фигурного катания «Спартак», где специализировалась на спортивно-оздоровительных группах и группах начальной подготовки первого года обучения. Имеет высшее образование, окончила Университет имени Лесгафта в Санкт-Петербурге.

## Программы
| Сезон   | Короткая программа    | Произвольная программа                                       |
| ------- | --------------------- | ------------------------------------------------------------ |
| 2017/18 | - «Les Gitans» Далида | - «Time (Original Mix)» - «Colour of the Night» Лорен Кристи |
| 2016/17 | - «Bésame Mucho»      | - «The Color of the Night»                                   |
| 2015/16 | - «Bésame Mucho»      | - «Suzy» Caravan Palace                                      |

## Результаты
CS: Challenger Series
| Соревнования                | 14/15         | 15/16         | 16/17         | 17/18         |
| Международные               | Международные | Международные | Международные | Международные |
| --------------------------- | ------------- | ------------- | ------------- | ------------- |
| CS Finlandia Trophy         |               |               |               | 24            |
| Slovenia Open               |               |               |               | 19            |
| Egna Spring Trophy          |               |               |               | 15            |
| Volvo Open Cup              |               |               | 25            | 9             |
| CS Tallinn Trophy           |               |               | 22            |               |
| Cup of Nice                 |               | 17            |               |               |
| Sportland Trophy            |               | 14            |               |               |
| Sofia Trophy                |               | 4             |               |               |
| Международные среди юниоров |               |               |               |               |
| Гран-при Польши             |               | 25            |               |               |
| Volvo Open Cup              |               | 23            |               |               |
| Tallinn Trophy              |               | 7             |               |               |
| FBMA Trophy                 |               | 4             |               |               |
| Национальные                |               |               |               |               |
| Чемпионат Эстонии           | 6             | 2             |               | 8             |